# 殘疾人體育賽事醫學分級
殘疾人體育賽事醫學分級，是對參賽傷健運動員的殘疾程度和運動能力進行的評價，分級標準由各類國際殘疾人體育運動組織的醫學委員會制定，從而保證競賽盡可能以公平、公正和安全的方式進行。殘疾人運動員比賽前，已經進行體育賽事的醫學評級。
殘疾運動的分類一般有三到四個步驟。第一步通常是醫學評估。第二個通常是功能評估。這可能包括兩個部分：首先觀察運動員在訓練中，然後包括觀察運動員在比賽中。除了運動員之外，還有許多人參與了這個過程，包括個人分類員、醫學分類員、技術分類員、首席分類員、分類負責人、分類小組和分類委員會。

## 類別與級別
殘疾人運動員普遍按照殘疾的種類進行分級，主要分視力殘疾、聽力殘疾、智力殘疾和肢體殘疾。另外就運動項目級別，則根據運動員參賽的運動項目要求標準，對其進行運動分級。